# Arboridia ata
Arboridia ata är en insektsart som beskrevs av Irena Dworakowska 1980. Arboridia ata ingår i släktet Arboridia och familjen dvärgstritar. Inga underarter finns listade i Catalogue of Life.